# Министр иностранных дел Туниса
Министерство иностранных дел Тунисской Республики (араб.وزارة الشؤون الخارجية للجمهورية التونسية) — государственное ведомство в правительстве Туниса, ответственное за проведение и разработку внешней политики страны.
Министерство осуществляет внешнюю политику правительства в соответствии с политическим курсом главы государства по установлению, поддержанию и развитию партнерства Туниса с иностранными государствами и международными учреждениями и организациями в политической, экономической, социальной и культурной сферах.

## Структура
Секретариаты
- Государственный секретариат по вопросам европейской дел;
- Государственный секретариат, ответственный за американских и азиатских дела;
- Государственный секретариат, в ведении Maghrebi, арабских и африканских дел;
- Генеральный Секретариат;

Дирекции
- Генеральная дирекция по политическим, экономическим вопросам и сотрудничеству с арабским миром и арабскими и исламскими организациями;
- Генеральная дирекция по политическим, экономическим вопросам и сотрудничеству в Европе и Европейском Союзе;
- Генеральная дирекция по политическим, экономическим вопросам и сотрудничеству со странами Америки, Азиатско-Тихоокеанского региона и американскими и азиатскими региональными организациями;
- Генеральная дирекция по политическим, экономическим вопросам и сотрудничеству со странами Африки и Африканским Союзом;
- Генеральная дирекция международных организаций и конференций;
- Генеральная дирекция по консульским вопросам;

Управления
- Управление дипломатического протокола;
- Управление информации;

В министерство входят также Бюро министра, Генеральная Инспекция, образовательные и исследовательские центры.

## Министры
- Хабиб Бургиба (1956—1957)
- Садук Мохаддем (1957—1962)
- Монжи Слим (1962—1964)
- Хабиб Бургиба (младший) (1964—1970)
- Мухаммед Масмуди (1970—1974)
- Хабиб Чатти (1974—1977)
- Мухаммед Фитоури (1977—1980)
- Ассен Белходжа (1980—1981)
- Беджи Каид Эс-Себси (1981—1986)
- Рашид Стар (1986—1986)
- Хеди Мабрук (1986—1987)
- Махмуд Местири (1987—1988)
- Абдельхамид эс-Шейх (1988—1990)
- Исмаил Хелиль (1990—1990)
- Хабиб Булярес (1990—1991)
- Хабиб бен Яхья (1991—1997)
- Абдуррахим Зуари (1997)
- Саид бен Мустафа (1997—1999)
- Хабиб бен Яхья (1999—2004)
- Абдельбаки Чермасси (2004—2005)
- Абдельвахаб Абдаллах (2005—2010)
- Камил Морджане (2010—2011)
- Ахмед Юнаес (2011—2011)
- Молди Кефи (2011—2011)
- Рафик Абдессалем (2011—2013)
- Осман Джеранди (2013—2014)
- Монги Хамди (2014—2015)
- Тайбек Бакуш (2015—2016)
- Хемайес Джинауи (2016—2019)
- Сабри Бахтобджи (2019—2020)
- Нуреддин Эррей (2020—2020)
- Сельма Эннайфер (и.о.; 2020—2020)
- Осман Джеранди (2 сентября 2020 — 7 февраля 2023)
- Набиль Аммар (с 7 февраля 2023)